# Ольшевський Анатолій Адамович
Анато́лій Ада́мович Ольше́вський (21 червня (4 липня) 1826, Береза-Картузька, Пружанського повіту, Гродненської губернії (нині м. Береза, Берестейська область — 1937, Мінськ) — публіцист, діяч революційного руху в Західній Білорусі. Партійні псевдоніми та криптоніми: Юрка Пружанскі, Ю. Пружанскі, Ю. П..

## Біографія
Народився в сім'ї службовця, представника збіднілої шляхти. Під час Першої світової війни родина переїхала до Арзамасу. Анатолій навчався в школі разом з Аркадієм Голиковим (майбутній командир Червоної Армії та дитячий письменник-прозаїк), разом створили дитячу, невдовзі комсомольську організацію. Зараз в Арзамасі на будинку, де жила родина Ольшевських, висить меморіальна дошка з ім'ям Анатолія Ольшевського, одного з перших міських комсомольців.
Після закінчення війни батьки повернулися до рідної Берези-Картузької, а Анатолій у 15-річному віці (1919) вступив до Червоної Армії, воював на Поліссі; пізніше став членом РКП(б). Створив мережу комсомольських осередків на Пружанщині, проводив записи до Червоної Армії; співпрацював з такими членами Пружанського ревкому як Григорій Засім, Павло Горин та А. М. Виноградов. 1920 року був направлений навчатися до Комуністичного університету імені Свердлова в Москві. Там він познайомився зі своєю майбутньою дружиною Фаїною Олександрівною Цигельницькою, яка також була діячкою революційного руху в Західній Білорусі.
1925 року, після закінчення навчання, Ольшевського, як вихідця із Західної Білорусі, було відправлено туди на підпільну роботу. Працював секретарем ЦК КСМЗБ та був членом ЦК КСМ у Польщі. 1926 року та 1928 року був членом ЦК КПЗБ. Активно займався журналістикою та редакторською діяльністю — редагував у центральних органах ЦК КПЗБ «Бальшавік» і «Чырвоны сьцяг». Друкувався анонімно та під псевдонімами в підпільних виданнях. Головною темою його публіцистики була гостра критика політики польського уряду в Західній Білорусі.
У 1927 році був заарештований польською владою й ув'язнений у Варшавській в'язниці Мокотув. Через тортури йому довелося ампутувати два зламані пальці на руці. 1928 року на обміні політв'язнів потрапив до СРСР. У 1928—1933 рр. працював у редакції представництва ЦК КПЗБ при ЦК КП(б)Б у Мінську, за винятком короткого періоду в 1932 р., який провів у західнобілоруському комуністичному підпіллі. З 1933 року працював на профспілковій роботі.
Заарештований сталінським режимом у 1937 році. 22 грудня 1937 р., за звинуваченням у «контрреволюційному шпигунстві на території СРСР», постановою комісії НКВС і прокурора СРСР засуджений до розстрілу. 22 грудня 1956 року Військовою колегією Верховного суду СРСР реабілітований посмертно.

## Вшанування пам'яті
Іменем Ольшевського було названо вулиці в Березі й Пружанах. У Березі було збережено будинок, в якому він жив; на ньому було встановлено меморіальну дошку (зараз її немає).
Володимир Колесник присвятив Анатолію Ольшевському свою документальну прозу з назвою «Посланець Прометея» (1984). На жаль, значна частина біографічних відомостей не пройшла цензуру, враховуючи й те, що його було репресовано.

## Сім'я
- Дружина Фаїна Олександрівна після відправлення сім'ї до Західної Білорусі працювала секретарем Барановицького райкому КПЗБ. Заарештована, засуджена до відбування покарання у віленській тюрмі на Лукішках. 1939 року, після захоплення Західної Білорусі Червоною армією, її було визволено. З початком війни евакуювалася до Оренбурзької області. Після війни працювала в Гродно завідувачем відділу пропаганди в партійному окрузі.
- Брат Ярослав теж лишився в Росії, служив у Червоній армії. Коли Анатолія Ольшевського заарештували, Ярослава звільнили з роботи, позбавили всіх звань та вигнали з квартири. За кілька років до війни працював експедитором — розвозив хліб. Після початку Німецько-радянської війни пішов добровольцем на фронт, дослужив до звання лейтенанта й загинув під Курськом.
- Донька Інна — дружина білоруського письменника Олексія Карпюка[3].